# ピンキー (漫画)
『ピンキー』（世界で一番速いクリックピンキー、イタリア語: Pinky, il clik più veloce del mondo）は、イタリアの漫画家・マッシモ・マティオーリの漫画（フメット）。主人公のピンクのウサギ記者のピンキーがセンセーショナルな出来事を探していってグロテスクな冒険を経験し、事件に巻き込まれる物語である。1973年に連載開始、2014年に連載終了。

## 掲載と出版
この漫画は1973年10月、『夜の新聞』(Il corriere della sera) の子供向け付録『小さな新聞』(Il giornalino) に初掲載されて以来、2冊の単行本化された : 
- (Pinky, il click più veloce del mondo)（2006年）(1994年と1996年の冒険を出会いされている掲載)
- (I maestri del fumetto)（2009年）